# Municipio de Franklin (condado de Rowan)
El municipio de Franklin (en inglés: Franklin Township) es un municipio ubicado en el  condado de Rowan en el estado estadounidense de Carolina del Norte. En el año 2010 tenía una población de 12.322 habitantes.

## Geografía
El municipio de Franklin se encuentra ubicado en las coordenadas 35°42′33.5″N 80°30′3.21″O / 35.709306, -80.5008917.